# 溝口恵
溝口 恵（みぞぐち めぐみ、1994年7月8日 - ）は、日本の女性ファッションモデル、女優。元イトーカンパニー所属。現在は無所属フリーランス。

## 略歴
2006年、ローティーン向けファッション雑誌「ニコラ」（新潮社）の第10回モデルオーディションで5986人の中から選ばれ、グランプリを獲得。同年9月より専属モデル（ニコモ）として活動開始。2011年5月号をもってニコモを卒業。同誌での表紙起用回数は2回。
2012年より女優として活動する。
2018年12月24日、YouTube｢みぞめぐチャンネル｣を開設。YouTuberとしても活躍の場を広げている。
2020年7月11日、YouTubeのゲーム専用チャンネル｢みぞめぐのゲーム部屋｣を開設、新兵として出演していたFFXIV（ファイナルファンタジー14）をはじめ、DBD（Dead by Daylight）等のゲーム実況を開始、更に活躍をみせている。

## 人物
- 趣味・特技は新体操で佐賀県の新体操代表チームで練習していた。
- ピアスホールは小学1年生の時に開けた。
- 好きな食べ物は粉物、グミ、麺類など。粉物はお好み焼きやたこ焼きといった関西系が特に好物[3]。
- 姉と妹が一人ずついる。3姉妹の真ん中。
- 漫画とゲームが趣味。とくに『NARUTO -ナルト-』が好き[3]。

## 出演

### CM
- 大王製紙 elis Megami（2008年）
- 森永製菓 Mia（2008年）
- スズキ・アルトラパン（2009年）
- 神明 「消費者篇」（2010年）
- ミスタードーナツ 「女子高生篇」（2012年）
- ファミリーマート ファミマプレミアムチキン 「みんなサンタクロース篇」（2013年）
- 三井アウトレットパーク ウェブCM「同期の告白」篇」メイン

### スチール・広告
- 財団法人 こども未来財団 「身近な子育て応援」（2011年）

### インターネットテレビ
- nicola©（goomo）
- ファイナルファンタジーXIV CHANNEL（ニコニコ動画）

### 映画
- ネコヤドのハルとアキ（2012年6月19日） - 主演
- ソラから来た転校生（2013年5月18日） - 主演
- 恋はピリカラ（監督：井上博貴） - 主演 明子 役
- 人狼ゲーム ラヴァーズ（2017年1月28日） - 八木ひなた 役
- 斉木楠雄のΨ難（2017年10月21日、監督：福田雄一）
- 鹿沼に行きたくなるショートフィルム「田園の小さな恋」 ※那須ショートフィルムフェスティバル2013 出品作
- 2085年、恋愛消滅。（2016年11月29日） - 大嶋凪 役[4]

### インフォマーシャル
- 日産・リーフ 未来日記-ANOTHER:WORLD-（2012年、フジテレビ） - 主演[注 1]・浅川マイ 役

### テレビドラマ
- 私立バカレア高校 第9話（2012年6月9日、日本テレビ）
- チア☆ドル（2015年10月 - 12月、朝日放送） - 主演赤井岬 役[5]
- 仮面ライダーエグゼイド（2016年10月 - 2017年8月、テレビ朝日） - みずき 役
- マッサージ探偵ジョー 第2話（2017年4月15日、テレビ東京） - 沙耶 役
- ポチっと発明 ピカちんキット（2018年1月6日 - 、テレビ東京） - 実写パート：アゲ子ちゃん 役
- チア☆ダン（2018年7月 - 9月、TBS） - 菅沼香 役

### WEBドラマ
- 仮面ライダーブレイブ〜Surviveせよ！復活のビーストライダー・スクワッド！〜（2017年2月19日配信開始、東映特撮ファンクラブ） - みずき 役[6]
- 恋愛ドラマな恋がしたい〜kiss to survine〜（2019年8月10日 - 、AbemaTV） - めぐ 役

### ラジオ
- オレたちゴチャ・まぜっ!〜集まれヤンヤン〜（2014年4月19日 - 2015年4月11日、MBSラジオ）

## 書籍

### 雑誌
- ニコラ（2006年10月号 - 2011年5月号、新潮社） - 専属モデル
- HR（2012年、グラフィティマガジンズ） - 読者モデル

### 電子書籍

#### 写真集
- PROTO STAR 溝口恵&星名莉華 vol.1（2012年9月25日、ジュピマール、撮影：HIROKAZU）

## イメージビデオ
- School Girl 空（2012年12月28日、エスデジタル）